# 西湾子天主教堂
西湾子天主教堂位于今河北省崇礼区县城西湾子镇，是崇礼的重要宗教建筑，历史上天主教在蒙古地区的传教的基地。

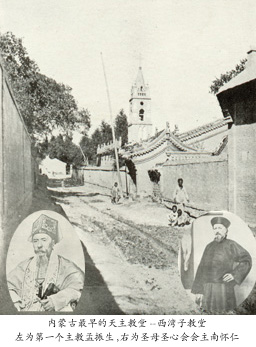
西湾子天主教堂

西湾子原是长城以外、张家口东北方百里远的一个小村庄。1700年（康熙三十九年），天主教传入西湾子。自1762年始开始兴建教堂。此后至1936年的210年间，天主教会在这个村庄先后14次大兴土木，形成了以教堂为主的百余亩建筑群。以西湾子教堂为中心，西湾子村在1936年成为新设的崇礼县的县城。 
1829年，北京北堂的法国神父受到迫害，传教中心迁移到长城以外的西湾子村。1834年，遣使会士孟振生来到这里，1841年成为新设立的蒙古教区的首任主教，主教座堂就设在西湾子村，从此这里正式成为天主教在蒙古地区的传教基地。
1860年12月，北京条约签订以后，北京重新向传教士开放，孟振生住进了北京北堂，担任北京教区主教。1865年12月6日，创立圣母圣心会的比利时传教士南怀仁率领韩默理等4名会士，来到西湾子村，接管了遣使会在蒙古的传教活动。圣母圣心会改变了传教策略，主要向汉族移民传教，买进大量土地租给从关内来的汉人耕种，吸引了大批信徒，建起了二十四顷地大教堂等许多大小教堂（内蒙许多城镇都是由教堂发展而成），使得天主教在内蒙古的势力大为扩展。到1883年，蒙古教区一分为三：中蒙古教区，仍以西湾子教堂为主教座堂；西南蒙古教区，主教座堂设在包头二十四顷地大教堂；东蒙古教区，主教座堂设在朝阳松树嘴子。
1900年，蒙古3个教区都受到义和团的进攻，西南蒙古教区的二十四顷地主教座堂被毁，韩默理主教被杀；东蒙古教区的松树嘴子主教座堂受到俄军保护；中蒙古教区除了在西湾子主教座堂内避难的五六千人外，其余教友大部分被杀，约有3200多人，内有神父五人。
教会发展繁荣。1922年，圣母无染原罪大殿奠基，1932年竣工，罗马式风格。国共内战期间，西湾子成为双方进行拉锯战的地区，许多神父、教友、修女不幸被共军杀害，大教堂也在这时被毁。这就是所谓西湾子事件。
现在崇礼县城北新街仍有一座西湾子天主教堂，系21世纪由当地教众自费筹资重建。城内许多机构都利用了当年的教会设施。崇礼县境内则到处举目可见天主教堂的尖塔。